# اجاق قشلاق خروسلو
اجاق قشلاق خروسلو یک روستا در ایران است که در دهستان انجیرلو واقع شده‌است. اجاق قشلاق خروسلو ۱۸۸ نفر جمعیت دارد.